# ويليام كليمنس
ويليام كليمنس (بالإنجليزية: William Clemens)‏ هو مونتير ومخرج أمريكي، ولد في 10 سبتمبر 1905 في ساغيناو في الولايات المتحدة، وتوفي في 29 أبريل 1980 في لوس أنجلوس في الولايات المتحدة.

## وصلات خارجية
- ويليام كليمنس على موقع IMDb (الإنجليزية)
- ويليام كليمنس على موقع ألو سيني (الفرنسية)
- ويليام كليمنس على موقع أول موفي (الإنجليزية)
- ويليام كليمنس على موقع قاعدة بيانات الأفلام السويدية (السويدية)
- ويليام كليمنس على موقع قاعدة بيانات الفيلم (الإنجليزية)
- ويليام كليمنس على موقع كينوبويسك (الروسية)